# Bresles
Pour les articles homonymes, voir Bresle (homonymie).
Bresles est une commune française située dans le département de l'Oise, en région Hauts-de-France.

## Géographie

### Localisation

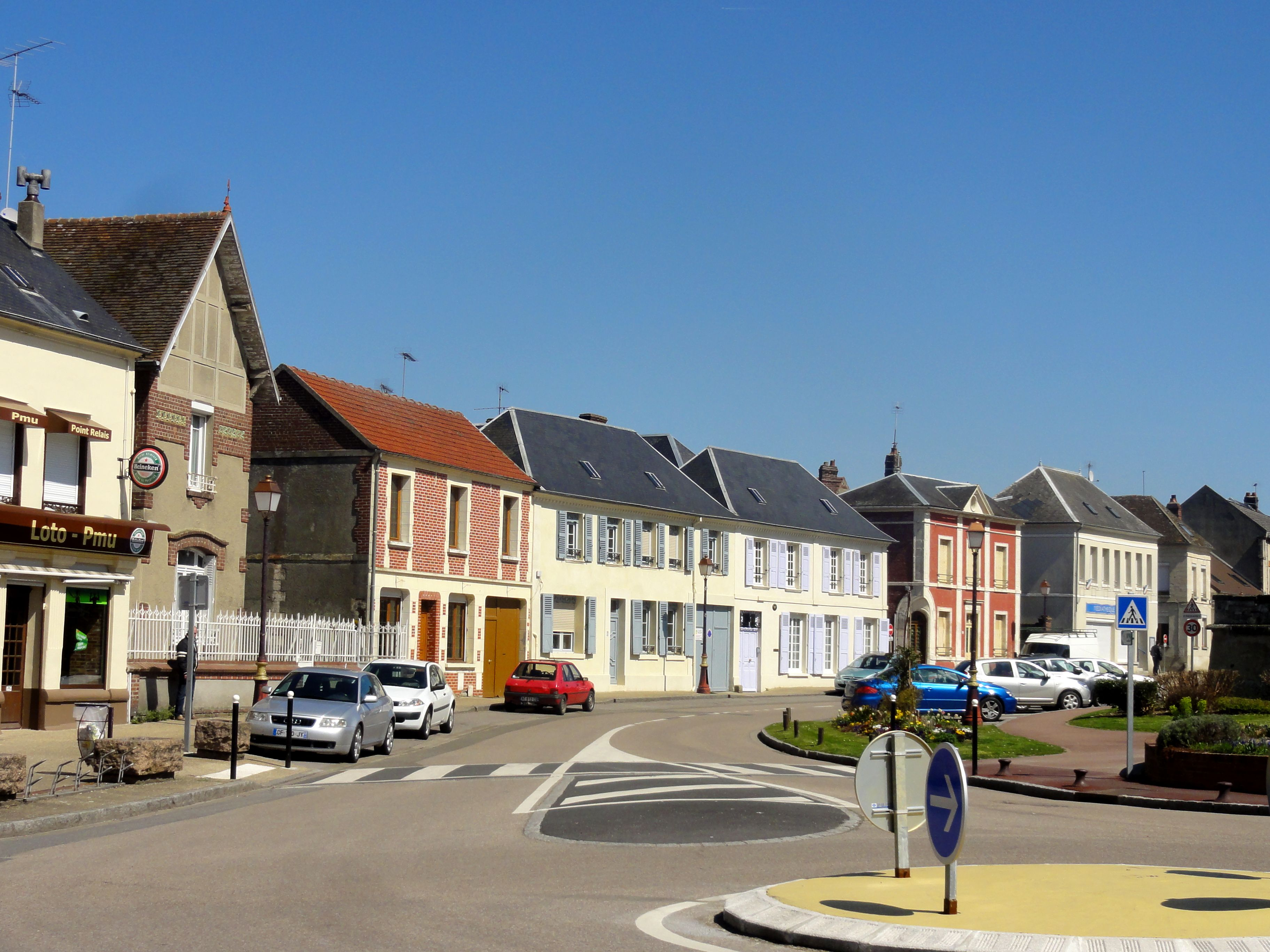
Paysage urbain, rue de la Mare du Four.

La commune est située en Picardie, à mi-distance entre Beauvais et Clermont. Elle est  bien accessible par la RN 31, proche de l'autoroute A16 (France) et de l'aéroport de Beauvais-Tillé.

### Communes limitrophes
|             | Le Fay-Saint-Quentin        | Remerangles         |
| Laversines  | Bresles                     | La Rue-Saint-Pierre |
| Rochy-Condé | Bailleul-sur-Thérain Hermès | La Neuville-en-Hez  |

### Géologie et relief
Couvrant une superficie de 2 044 hectares, le territoire communal est constitué de paysages variés, faisant la transition entre le Plateau Picard et la vallée du Thérain. Au nord, il empiète sur le vaste plateau calcaire, dont les terrains sont propices aux grandes cultures en openfield. Sur le plateau, l'altitude s'élève doucement pour atteindre une centaine de mètres aux limites nord de la commune (un projet d'implantation d'un parc éolien est envisagé sur ce secteur).
La butte du Quesnoy à l'ouest (106 mètres), le Mont César (138  mètres) au sud et le massif forestier de Hez-Froidmont à l'est et au sud-est (le Mont Volant culmine à 151 mètres), encadrent le bourg et une zone de marais, caractéristique de la vallée du Thérain.
Le bourg lui-même est bâti sur une surface presque plane, l'altitude variant entre 51 et 66 mètres. Les espaces publics du centre bourg ont été rénovés en 2018/2019

### Hydrographie

#### Réseau hydrographique
La commune est située dans le bassin Seine-Normandie. Elle est drainée par la Trye, le canal des Cressonières, le canal du Marais Dhuy, le cours d'eau 01 de la commune de Bresles, le cours d'eau 02 de la commune de Bresles et le cours d'eau 04 de la commune de Bresles,,.
Le sud de la commune est traversé par la Trye, ruisseau alimenté par plusieurs drains traversant les marais, et qui finit sa course en se jetant dans le Thérain en amont de Hermes.
Les zones marécageuses, dont certaines sont aujourd'hui asséchées ou en étangs, représentent une part importante du territoire communal : le marais des Cent Mines (anciennes gravières), le marais de Marissel, le marais d'Hynu, le Grand et le Petit Marais. La nature du terrain a permis l'exploitation de cressonnières, bassins d'eau courante où l'on cultive le cresson de fontaine. Bresles revendique la qualification de capitale oisienne du cresson, où, autrefois, une dizaine d'exploitations vivaient de cette culture qui est toujours, en 2020, exercée par trois cressiculteurs.

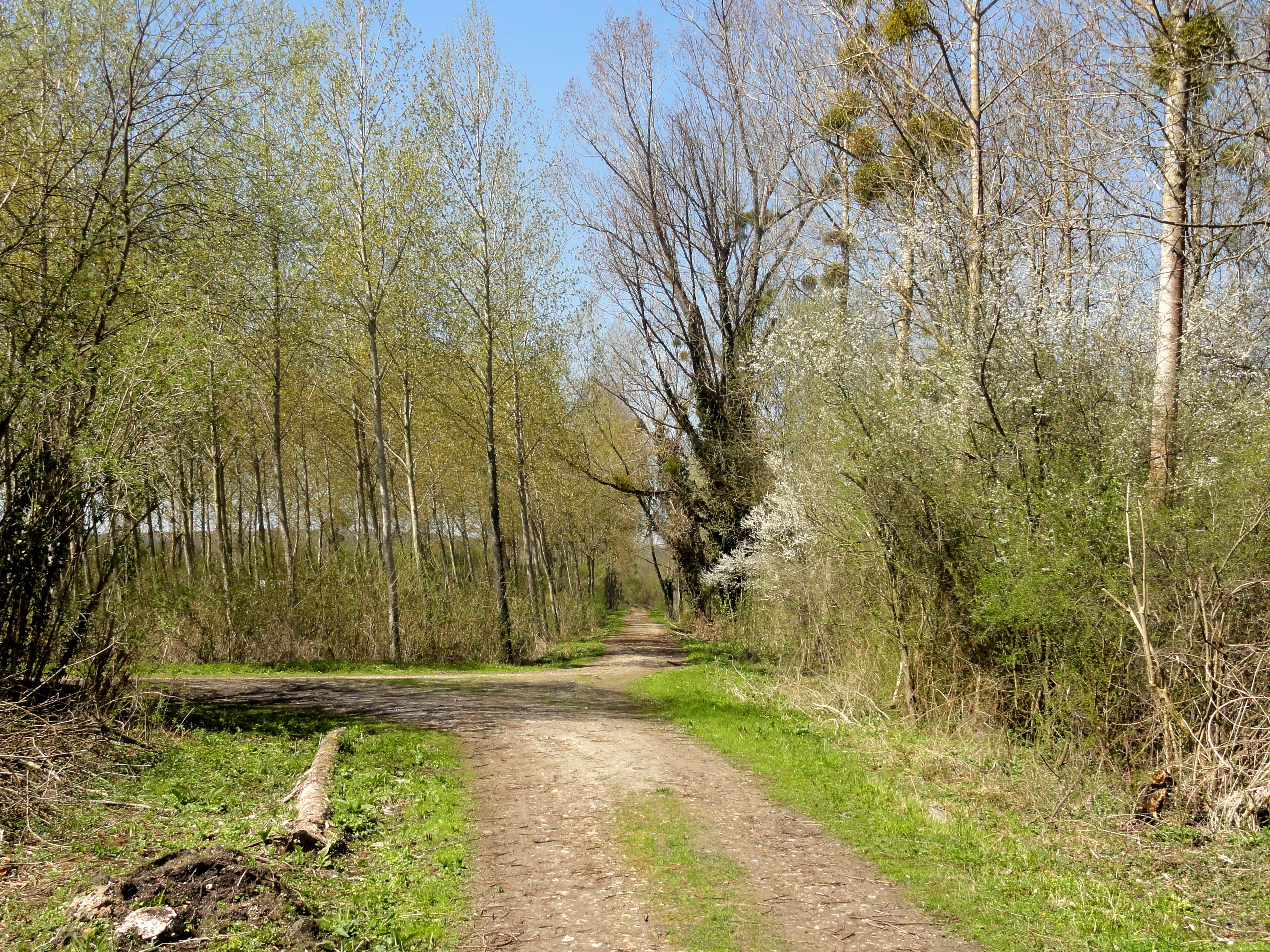
Les marais de Bresles.
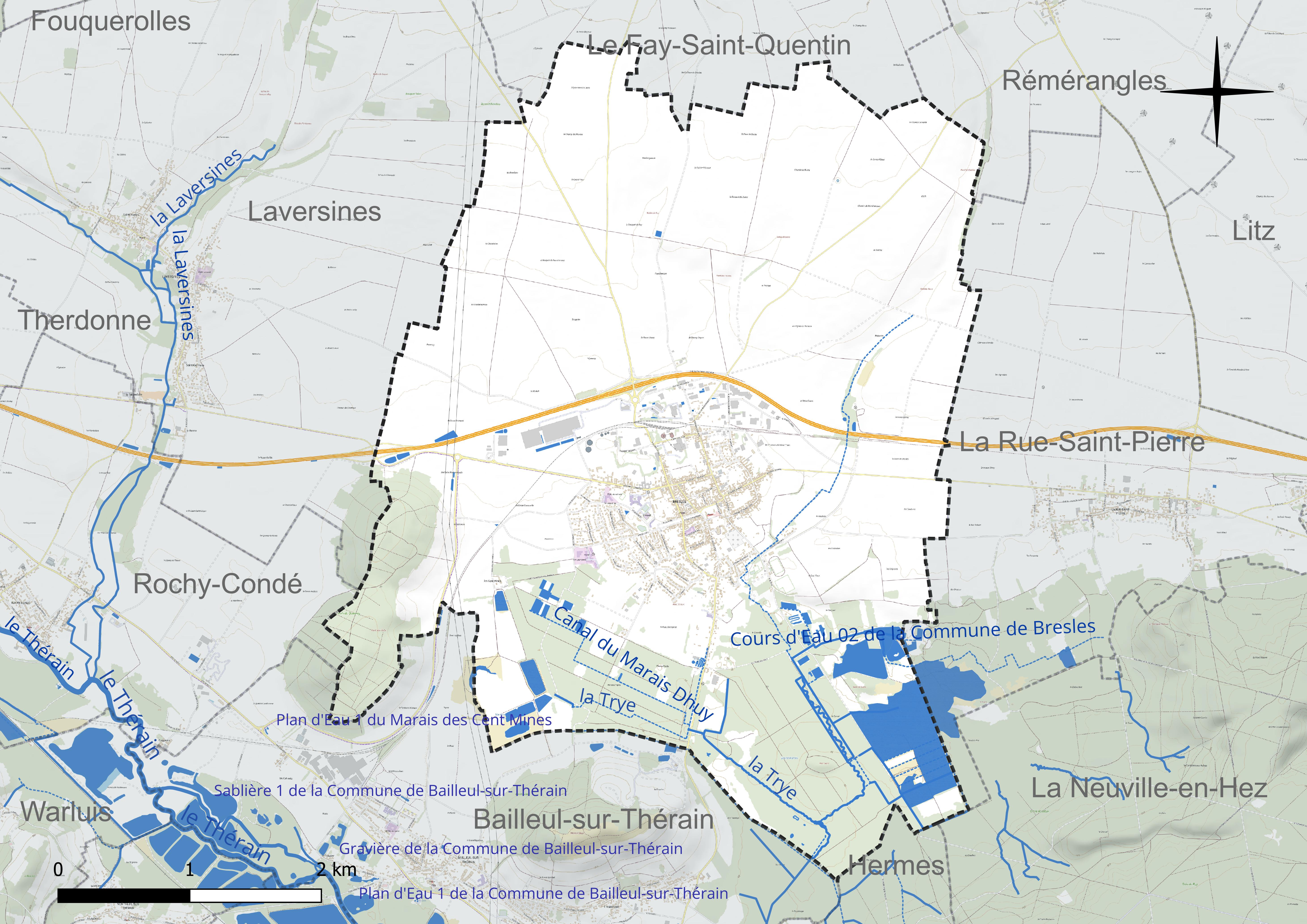
Réseau hydrographique de Bresles.

Trois plans d'eau complètent le réseau hydrographique : le plan d'eau 1 du le marais des Cent Mines (1,4 ha), le plan d'eau 3 du le marais des Cent Mines, d'une superficie totale de 0,9 ha (0,5 ha sur la commune) et le plan d'eau du Mont de Sable (12,1 ha),.

#### Gestion et qualité des eaux
Le territoire communal est couvert par le schéma d'aménagement et de gestion des eaux (SAGE) « Sensée ». Ce document de planification concerne un territoire de 1 219 km2 de superficie, délimité par le bassin versant du Thérain. Le périmètre a été arrêté le 27 janvier 2023 et le SAGE proprement dit est, en 2024, en cours d'élaboration. La structure porteuse de l'élaboration et de la mise en œuvre est le syndicat intercommunal de la Vallée du Thérain (SIVT).
La qualité des cours d'eau peut être consultée sur un site dédié géré par les agences de l'eau et l'Agence française pour la biodiversité.

### Climat
Pour des articles plus généraux, voir Climat des Hauts-de-France et Climat de l'Oise.
En 2010, le climat de la commune est de type climat océanique dégradé des plaines du Centre et du Nord, selon une étude du CNRS s'appuyant sur une série de données couvrant la période 1971-2000. En 2020, Météo-France publie une typologie des climats de la France métropolitaine dans laquelle la commune est exposée à un climat océanique et est dans la région climatique Nord-est du bassin Parisien, caractérisée par un ensoleillement médiocre, une pluviométrie moyenne régulièrement répartie au cours de l'année et un hiver froid (3 °C).
Pour la période 1971-2000, la température annuelle moyenne est de 10,8 °C, avec une amplitude thermique annuelle de 14,6 °C. Le cumul annuel moyen de précipitations est de 632 mm, avec 10,7 jours de précipitations en janvier et 7,6 jours en juillet. Pour la période 1991-2020, la température moyenne annuelle observée sur la station météorologique la plus proche, située sur la commune de Tillé à 12 km à vol d'oiseau, est de 11,0 °C et le cumul annuel moyen de précipitations est de 655,5 mm,. Pour l'avenir, les paramètres climatiques de la commune estimés pour 2050 selon différents scénarios d'émission de gaz à effet de serre sont consultables sur un site dédié publié par Météo-France en novembre 2022.

### Milieux naturels et biodiversité
La commune compte deux zones d'intérêt écologique faunistique et floristique (Z.N.I.E.F.F.) : le marais et le bois du Quesnoy.
Le Marais de Bresles est un marais tourbeux alcalin en partie asséché mais abritant encore des habitats remarquables (fossés à potamot coloré, bas-marais alcalins, prairies paratourbeuses) et des espèces rares et menacées, notamment le Potamot coloré (Potamogeton coloratus), le mouron délicat (Lysimachia tenella), la laîche à fruits écailleux (Carex lepidocarpa) pour la flore, et le miroir (Heteropterus morpheus), le criquet palustre (Chortippus montanus) ou encore Phalène sagittée (Gagitodes sagittata) pour la faune. Le site est aujourd'hui en partie géré par le Conservatoire d'Espaces Naturels des Hauts de France.

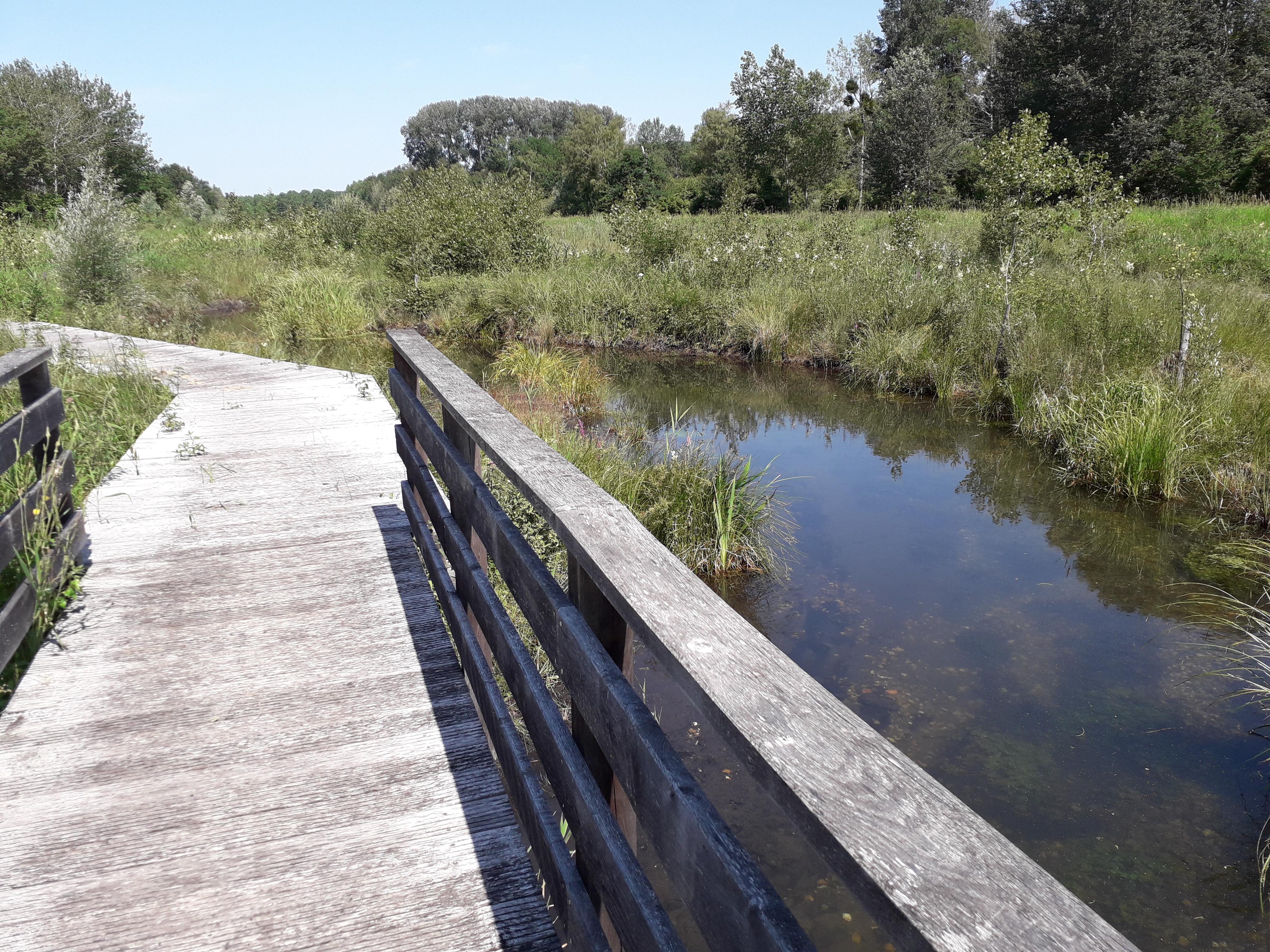
Sentier pédagogique de la Trye - marais de Bresles
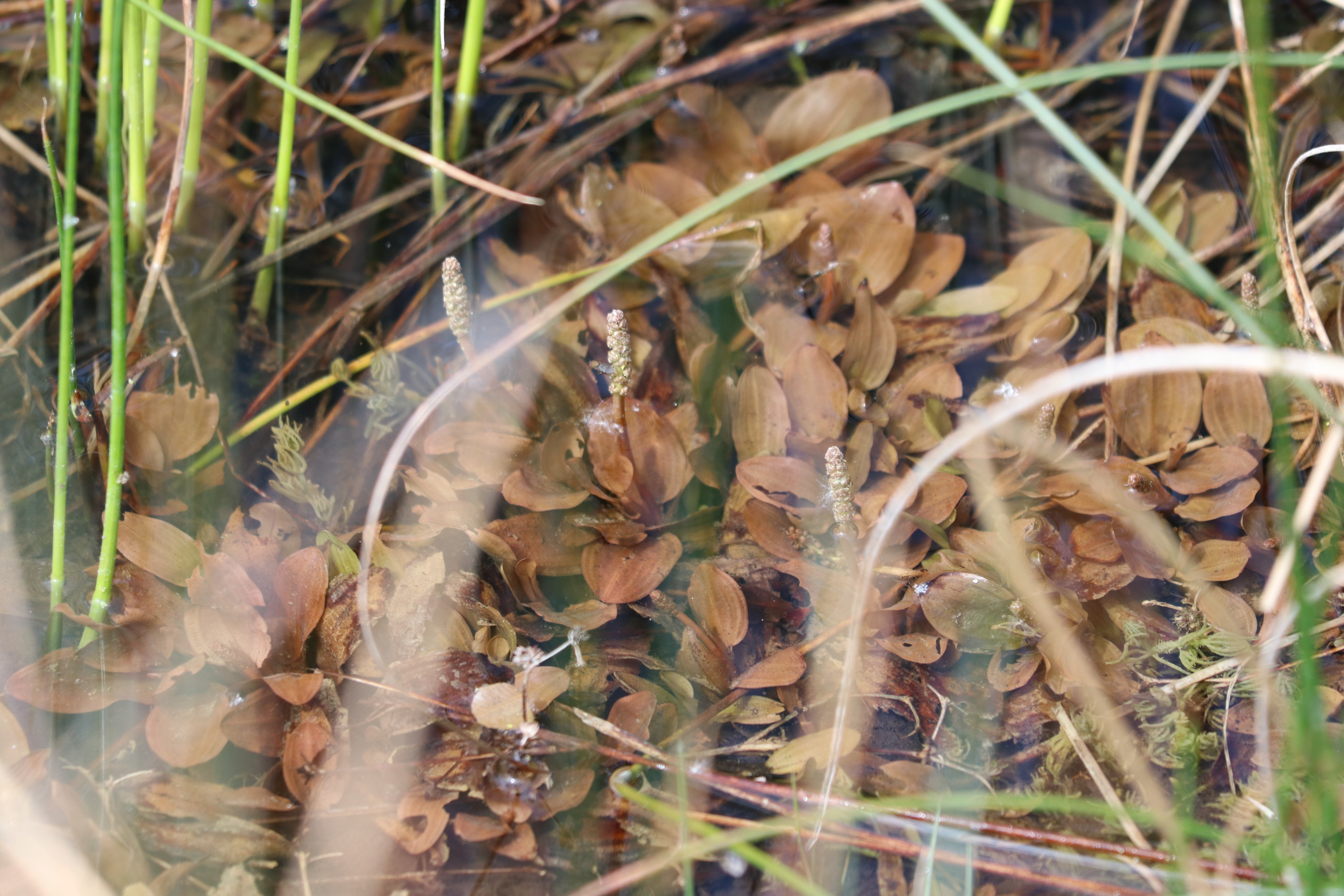
Potamot coloré sur un fossé du marais de Bresles
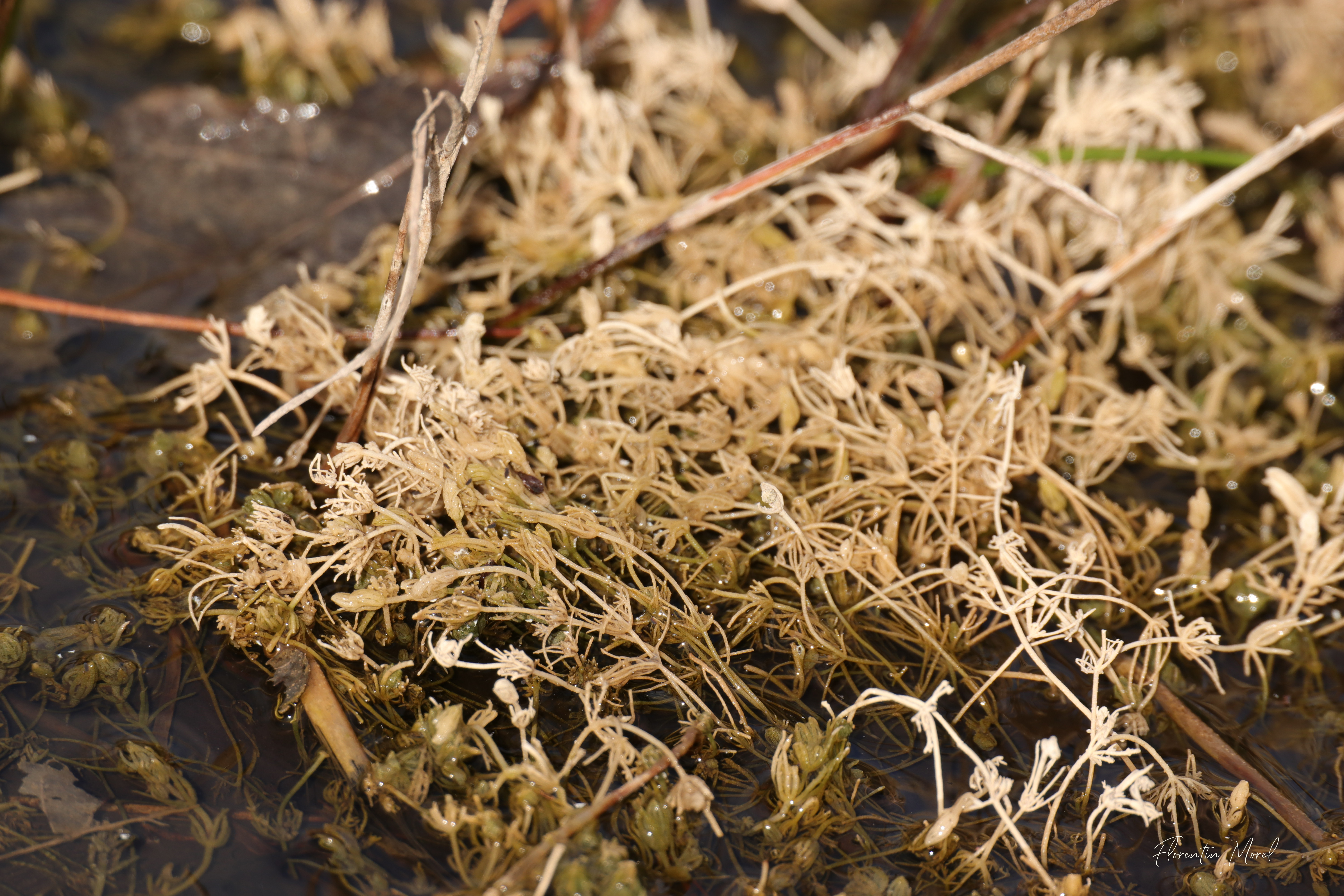
Herbiers à characées au marais de Bresles

## Urbanisme

### Typologie
Au 1er janvier 2024, Bresles est catégorisée bourg rural, selon la nouvelle grille communale de densité à sept niveaux définie par l'Insee en 2022.
Elle appartient à l'unité urbaine de Bresles, une unité urbaine monocommunale constituant une ville isolée,. Par ailleurs la commune fait partie de l'aire d'attraction de Beauvais, dont elle est une commune de la couronne,. Cette aire, qui regroupe 162 communes, est catégorisée dans les aires de 50 000 à moins de 200 000 habitants,.

### Occupation des sols
L'occupation des sols de la commune, telle qu'elle ressort de la base de données européenne d'occupation biophysique des sols Corine Land Cover (CLC), est marquée par l'importance des territoires agricoles (66,7 % en 2018), en diminution par rapport à 1990 (68,7 %). La répartition détaillée en 2018 est la suivante : 
terres arables (59,6 %), forêts (20,7 %), zones urbanisées (7,5 %), zones agricoles hétérogènes (4,6 %), zones industrielles ou commerciales et réseaux de communication (3,8 %), prairies (2,5 %), zones humides intérieures (1,2 %), mines, décharges et chantiers (0,1 %). L'évolution de l'occupation des sols de la commune et de ses infrastructures peut être observée sur les différentes représentations cartographiques du territoire : la carte de Cassini (XVIIIe siècle), la carte d'état-major (1820-1866) et les cartes ou photos aériennes de l'IGN pour la période actuelle (1950 à aujourd'hui).

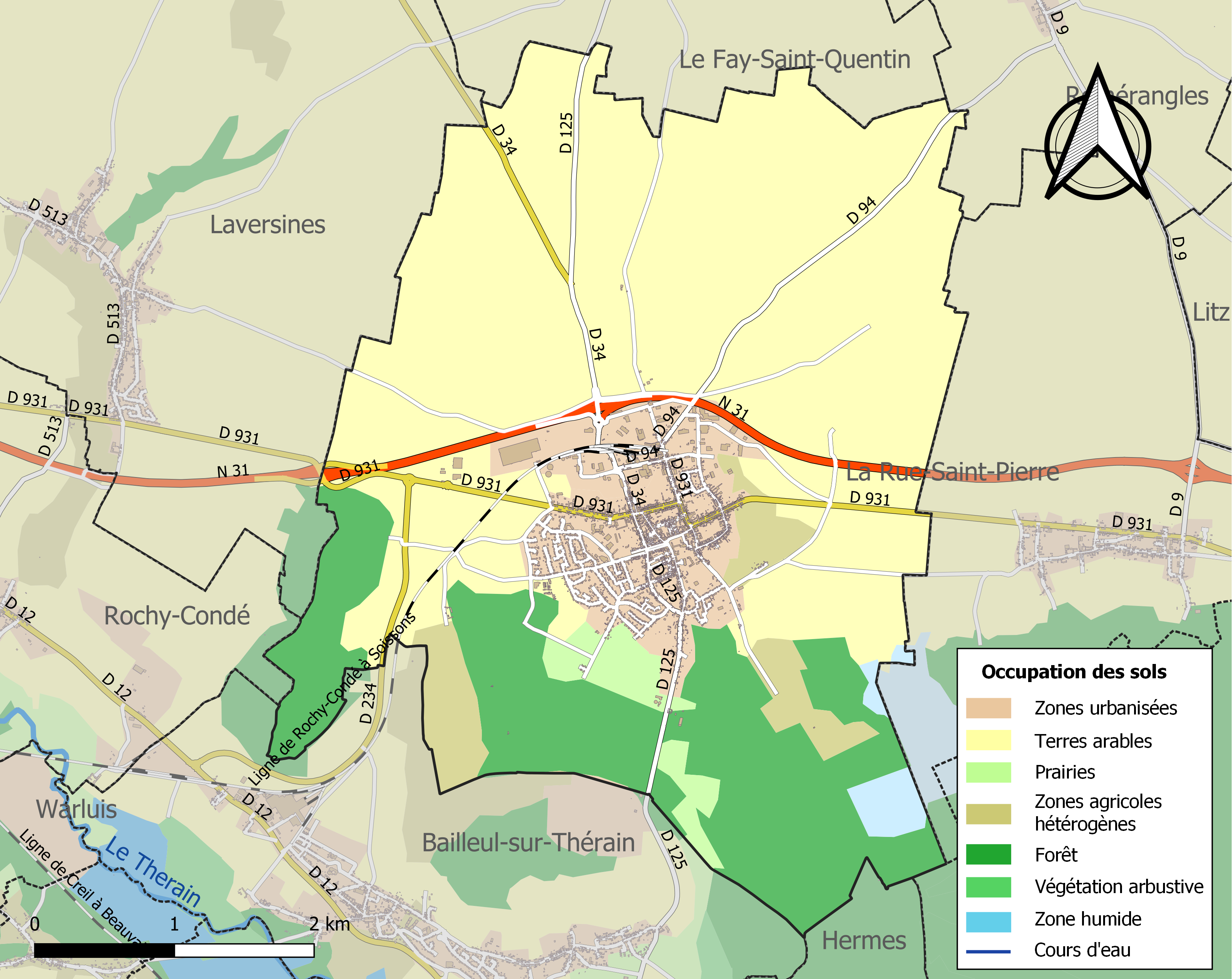
Carte des infrastructures et de l'occupation des sols de la commune en 2018 (CLC).

### Habitat et logement
En 2019, le nombre total de logements dans la commune était de 1 881, alors qu'il était de 1 842 en 2014 et de 1 681 en 2009.
Parmi ces logements, 91,5 % étaient des résidences principales, 1,2 % des résidences secondaires et 7,3 % des logements vacants. Ces logements étaient pour 73,4 % d'entre eux des maisons individuelles et pour 22,9 % des appartements.
Le tableau ci-dessous présente la typologie des logements à Bresles en 2019 en comparaison avec celle de l'Oise et de la France entière. Une caractéristique marquante du parc de logements est ainsi une proportion de résidences secondaires et logements occasionnels (1,2 %) inférieure à celle du département (2,4 %) et à celle de la France entière (9,7 %). Concernant le statut d'occupation de ces logements, 60,8 % des habitants de la commune sont propriétaires de leur logement (60 % en 2014), contre 61,4 % pour l'Oise et 57,5 pour la France entière.
| Typologie                                               | Bresles | Oise | France entière |
| ------------------------------------------------------- | ------- | ---- | -------------- |
| Résidences principales (en %)                           | 91,5    | 90,4 | 82,1           |
| Résidences secondaires et logements occasionnels (en %) | 1,2     | 2,4  | 9,7            |
| Logements vacants (en %)                                | 7,3     | 7,1  | 8,2            |

### Projets d'aménagement
En 2021, la municipalité souhaite que la commune atteigne à terme 5 000 habitants et favorise la construction d'une trentaine de logements rue du Petit-Chantilly. puis quattorze, rue Grault et une trentaine, rue de la Trye.
Par ailleurs, elle  a lancé des appels à projets, dont la réfection du colombier situé à proximité du pôle santé ainsi que la restauration de l'ancienne trésorerie, et prévoit l'alénagement de pistes cyclables.

### Voies de communication et transports
Le principal axe desservant la commune est la route nationale 31, aujourd'hui déviée en voie rapide par le nord, qui relie Rouen à Reims (91 km de Rouen). La ville est traversée également par l'ancien tracé de cette route. Elle est desservie par la RD 34 au nord (provenant de Fouquerolles) et par la RD 125 vers le sud (en direction d'Hermes et de Bailleul-sur-Thérain).
La commune est desservie, en 2023, par la ligne 521, des lignes scolaires et par le service de transport à la demande Corolis à la demande - Zone Est du réseau Corolis. Elle est également desservie par les lignes 606, 623 et 6111 du réseau interurbain de l'Oise.

## Toponymie
Le nom de la commune est attesté sous les formes : « in villa episcopi quoe dicitur Braella » (1015) ; Bragella (XIe) ; major de Braelloe (1136) ; de Braelle (1136) ; Braele (1136) ; Brella (1140) ; Radulfi de Braiella (1157) ; actum Bragelle (1168) ; Bragelle (1166) ; actum Braielle (1167) ; Braiella (1167) ; Brayella (1170) ; « inter marescum ex parte Braele… » (XIIe) ; Garneri de Bragella (1183) ; Braella (1201) ; apud Bragellum (1204) ; Henrici de Braicello (1195) ; apud Braelam (1217) ; versus portam Bragelle (1238) ; apud Bragellam (1231) ; apud Braielliam (1252) ; apud Braele (XIIIe) ; Breele (1337) ; Breelle (1348) ; la porte de Braelle (1348) ; Braille (vers 1360) ; Brayelle (vers 1380) ; Braelle (1454) ; « la porte que on dit Braelle » (XVe) ; Braesle (XVIe) ; Bresle (1667) ; Bresles (1840).
Bresle est issu de brixia mot vraisemblablement d'origine gauloise et de la même famille que bracu ou braco qui a donné brixia, bray et bresse, cette dernière forme désignant au XIe siècle le marécage. Ce toponyme provient de l'agglutination du gaulois braca et du suffixe ella qui signifie : « (l')endroit humide ». Autre forme bricia, braye, brai en vieux français qui veut dire « boue ».

## Histoire

### Ancien Régime
Bresles a été autrefois la résidence d'été des évêques de Beauvais

### Époque contemporaine
À la suite du blocus continental sous le Premier Empire et à la mise au point de la méthode d'extraction du sucre à partir de la betterave par Benjamin Delessert (inventée par Jean-Baptiste Quéruel), une sucrerie est fondée à Bresles en 1836 au lieu-dit Le Calvaire. Deux ans plus tard, le 23 janvier 1838 ,la Société anonyme de la fabrique de sucre de Bresles est créée, dont le premier directeur est Stanislas Delacour. Cette société devient en 1854,Hette et Cie puis Mercier et Cie en 1867, et utilise la pulpe de betteraves rapée dans trois usines satellites situées à Fouquerolles, Bols-Saint-Martin et Froissy
En 1887 est créée une raffinerie permettant de produire du sucre blanc consommable. La sucrerie traitait 9 000 tonnes de betteraves par jour en période betteravière, d'octobre à décembre, provenant des trois râperies initiales auxquelles s'ajoute, au début du XXe siècle, celle d'Abbeville-Saint-Lucien. L'entreprise mise en liquidation judiciaire en 1905, est reprise en 1913 sous le nom de  SA des Sucreries et raffineries de Bresles

Bresles au tout début du XXe siècle
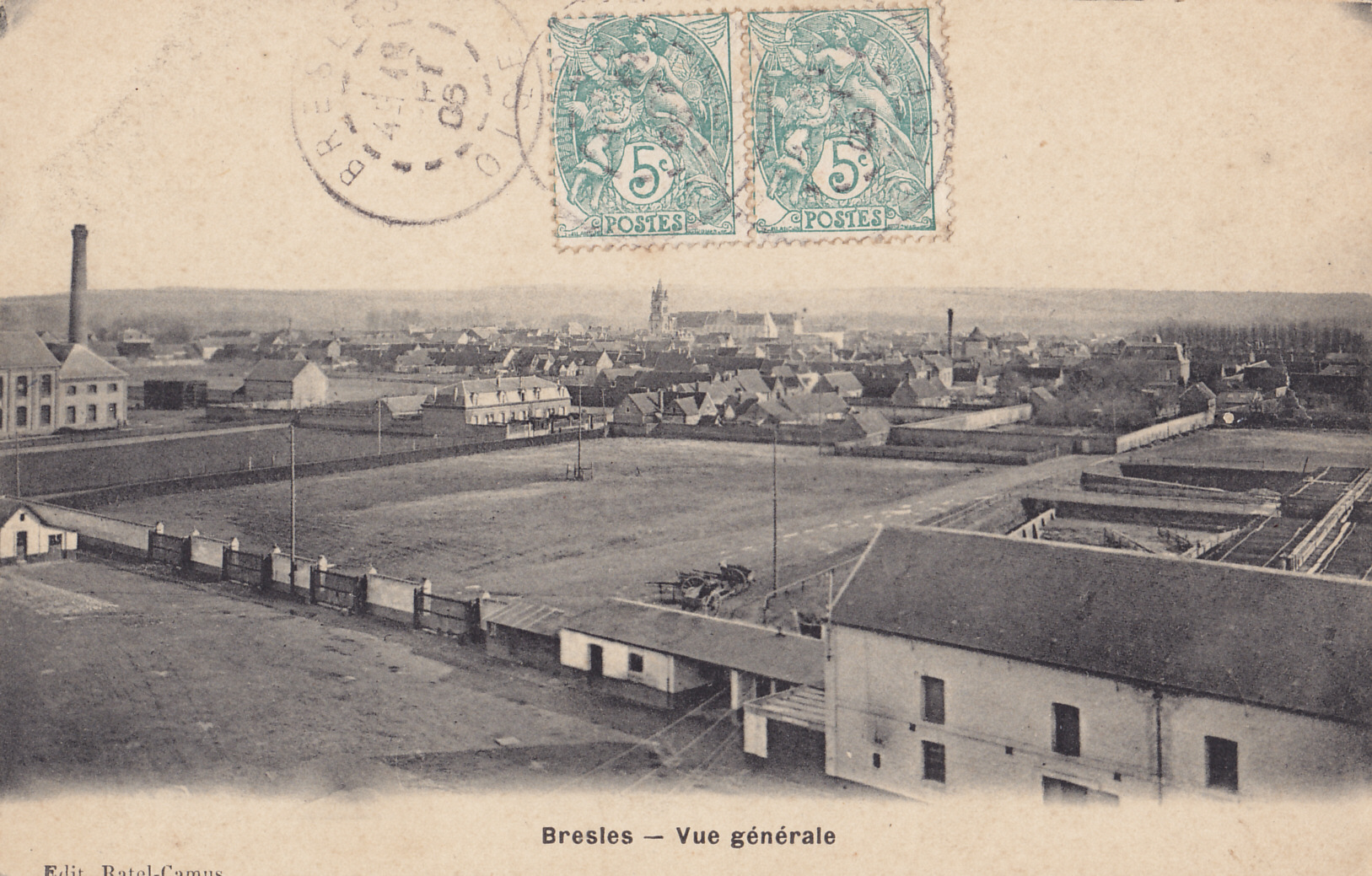
Vue générale de la commune, dans les années 1900.
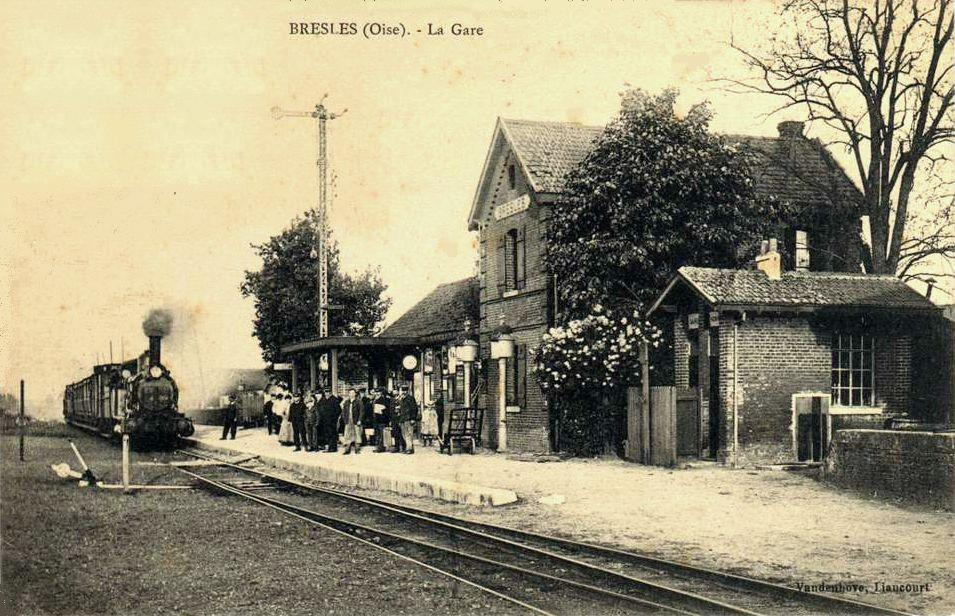
La gare de Bresles au début du XXe siècle.

La sucrerie est complétée en 1933 par une distillerie d'alcool. L'entreprise dépendait de la Générale Sucrière, puis au groupe Saint Louis Sucre, et employait 36 personnes en 1851, 263 ouvriers en septembre 1939, 308 ouvriers en octobre 1940 et plus de 300 dalariés en 1985 : elle a été pendant de très longues années le premier employeur de la commune, et sa production atteignait 300 tonnes/jour.
En 1971 s'est installée un atelier de déshydratation des pulpes de betteraves. Le raffinage a cessé en 1973 et la raffinerie est devenue un atelier de conditionnement. En janvier 1997, la sucrerie a fermé et son activité s'est terminée en mai. Les bâtiments ont été démolis en juin 1998,.
La commune a été desservie par la gare de Bresle, sur la ligne de Rochy-Condé à Soissons, dont l'activité voyageurs a cessé en 1939 sur ce tronçon, mais où le trafic fret se poursuit.

## Politique et administration

### Rattachements administratifs
La commune se trouve dans l'arrondissement de Beauvais du département de l'Oise.
Elle faisait partie depuis 1801 du canton de Nivillers . Dans le cadre du redécoupage cantonal de 2014 en France, cette circonscription administrative territoriale a disparu, et le canton n'est plus qu'une circonscription électorale.

### Rattachements électoraux
Pour les élections départementales, la commune fait partie depuis 2014 du canton de Mouy
Pour l'élection des députés, elle fait partie de la première circonscription de l'Oise.

### Intercommunalité
Bresle abritait le siège de la communauté de communes Rurales du Beauvaisis, dont elle faisait partie depuis la création de cet établissement public de coopération intercommunale le 31 décembre 1997.
La loi portant nouvelle organisation territoriale de la République (Loi NOTRe) du 7 août 2015, prévoyant que les établissements publics de coopération intercommunale (EPCI) à fiscalité propre doivent avoir un minimum de 15 000 habitants, le préfet de l'Oise a publié en octobre 2015 un projet de nouveau schéma départemental de coopération intercommunale, qui prévoit la fusion de plusieurs intercommunalités, et en particulier de la communauté d'agglomération du Beauvaisis et de la communauté de communes rurales du Beauvaisis, de manière à créer un  nouvel EPCI rassemblant 44 communes pour 93 341 habitants. Malgré les réticences du président de la CCRB, le schéma est entériné,.
La fusion prend effet le 1er janvier 2017, et la commune est désormais la seconde commune de la communauté d'agglomération du Beauvaisis par l'importance de sa population.

### Liste des maires
| Période                                  | Période                     | Identité                  | Étiquette | Qualité |
| ---------------------------------------- | --------------------------- | ------------------------- | --------- | --- |
| Les données manquantes sont à compléter. |                             |                           |           | |
| avant 1864                               |                             | M. Blay                   |           | |
| avant 1901                               |                             | Charles Antoine Rabourdin |           | |
| Les données manquantes sont à compléter. |                             |                           |           | |
| mars 1989                                | mars 2008                   | Jacques Trubert           | DVD       | Retraité |
| mars 2008                                | 4 mars 2014,                | Jacques Baize             | DVD       | Plombier-chauffagiste Vice-président de la CCRB Décédé en fonction                                             |
| mars 2014,                               | En cours (au 25 avril 2021) | M. Dominique Cordier      | DVD       | Médecin, ancien premier adjoint Vice-président de la CA du Beauvaisis (2020 → ) Réélu pour le mandat 2020-2026 |

### Politique environnementale
- Ville fleurie : trois fleurs attribuée en 2007 par le Conseil des Villes et Villages Fleuris de France au Concours des villes et villages fleuris[43].

## Population et société

### Démographie

#### Évolution démographique
L'évolution du nombre d'habitants est connue à travers les recensements de la population effectués dans la commune depuis 1793. Pour les communes de moins de 10 000 habitants, une enquête de recensement portant sur toute la population est réalisée tous les cinq ans, les populations de référence des années intermédiaires étant quant à elles estimées par interpolation ou extrapolation. Pour la commune, le premier recensement exhaustif entrant dans le cadre du nouveau dispositif a été réalisé en 2005.

En 2022, la commune comptait 4 032 habitants, en évolution de −2,35 % par rapport à 2016 (Oise : +0,87 %, France hors Mayotte : +2,11 %).
| 1793  | 1800  | 1806  | 1821  | 1831  | 1836  | 1841  | 1846  | 1851  |
| ----- | ----- | ----- | ----- | ----- | ----- | ----- | ----- | ----- |
| 1 320 | 1 470 | 1 524 | 1 543 | 1 726 | 1 813 | 1 824 | 1 803 | 1 908 |

| 1856  | 1861  | 1866  | 1872  | 1876  | 1881  | 1886  | 1891  | 1896  |
| ----- | ----- | ----- | ----- | ----- | ----- | ----- | ----- | ----- |
| 2 040 | 1 937 | 1 939 | 1 966 | 2 021 | 2 129 | 1 956 | 2 199 | 2 269 |

| 1901  | 1906  | 1911  | 1921  | 1926  | 1931  | 1936  | 1946  | 1954  |
| ----- | ----- | ----- | ----- | ----- | ----- | ----- | ----- | ----- |
| 2 224 | 2 067 | 2 280 | 2 139 | 2 157 | 2 146 | 2 225 | 2 140 | 2 348 |

| 1962  | 1968  | 1975  | 1982  | 1990  | 1999  | 2005  | 2006  | 2010  |
| ----- | ----- | ----- | ----- | ----- | ----- | ----- | ----- | ----- |
| 2 695 | 2 975 | 3 195 | 3 180 | 3 653 | 3 749 | 3 890 | 4 059 | 4 260 |

| 2015  | 2020  | 2022  | - | - | - | - | - | - |
| ----- | ----- | ----- | - | - | - | - | - | - |
| 4 164 | 3 993 | 4 032 | - | - | - | - | - | - |

#### Pyramide des âges
La population de la commune est relativement jeune.
En 2018, le taux de personnes d'un âge inférieur à 30 ans s'élève à 35,8 %, soit en dessous de la moyenne départementale (37,3 %). À l'inverse, le taux de personnes d'âge supérieur à 60 ans est de 26,2 % la même année, alors qu'il est de 22,8 % au niveau départemental.
En 2018, la commune comptait 1 948 hommes pour 2 103 femmes, soit un taux de 51,91 % de femmes, légèrement supérieur au taux départemental (51,11 %).
Les pyramides des âges de la commune et du département s'établissent comme suit.
| Hommes | Classe d’âge | Femmes |
| ------ | ------------ | ------ |
| 0,6    | 90 ou +      | 1,8    |
| 5,8    | 75-89 ans    | 9,7    |
| 16,7   | 60-74 ans    | 17,6   |
| 21,3   | 45-59 ans    | 19,6   |
| 17,7   | 30-44 ans    | 17,4   |
| 18,5   | 15-29 ans    | 17,4   |
| 19,4   | 0-14 ans     | 16,6   |

| Hommes | Classe d’âge | Femmes |
| ------ | ------------ | ------ |
| 0,5    | 90 ou +      | 1,4    |
| 5,5    | 75-89 ans    | 7,6    |
| 15,6   | 60-74 ans    | 16,3   |
| 20,8   | 45-59 ans    | 20     |
| 19,4   | 30-44 ans    | 19,4   |
| 17,6   | 15-29 ans    | 16,2   |
| 20,6   | 0-14 ans     | 19,1   |

### Enseignement
En 2021, les écoles élémentaires de la rue Jean-de-la-Fontaine et de la Jean-Racine, qui scolarisent 239 élèves, sont réunies, formant un groupe scolaire unifiée  et rénové dénommé groupe scolaire Simone-Veil. La rue qui les séparait est désormais fermée à la circulation automobile et un préau y a été construit,.

### Culture
La  la médiathèque Madeleine-Odent, comprenant plusieurs salles modulables, est inaugurée en 2021. Elle est édifiée dans le groupe scolaire Simone Veil et comprend un espace de 400 m2 avec 350 m2 consacrés à l'accueil du public,.

### Santé
La municipalité a décidé la création d'une maison de santé, dénommée Albertine Plissonneau, d'une surface de 400 m2 et de 8 cellules médicales et paramédicales situé au rez-de-chaussée d'une nouvelle résidence de 16 logements construite par la SA HLM du Beauvaisis et dont la première pierre a été posée au printemps 2019.
Elle dispose d'une maison de retraite, l'EPHADLa Mare brulée.

### Sécurité
En 2016, la commune a inauguré les nouveaux locaux de sa brigade de gendarmerie.

### Manifestations culturelles et festivités
Depuis 2011, la ville organise au mois de novembre un festival isarien de la photographie amateur.

### Cultes
L'église Saint-Gervais-et-Saint-Prothais est le centre de la paroisse catholique, qui regroupe 14 communes voisines

## Économie

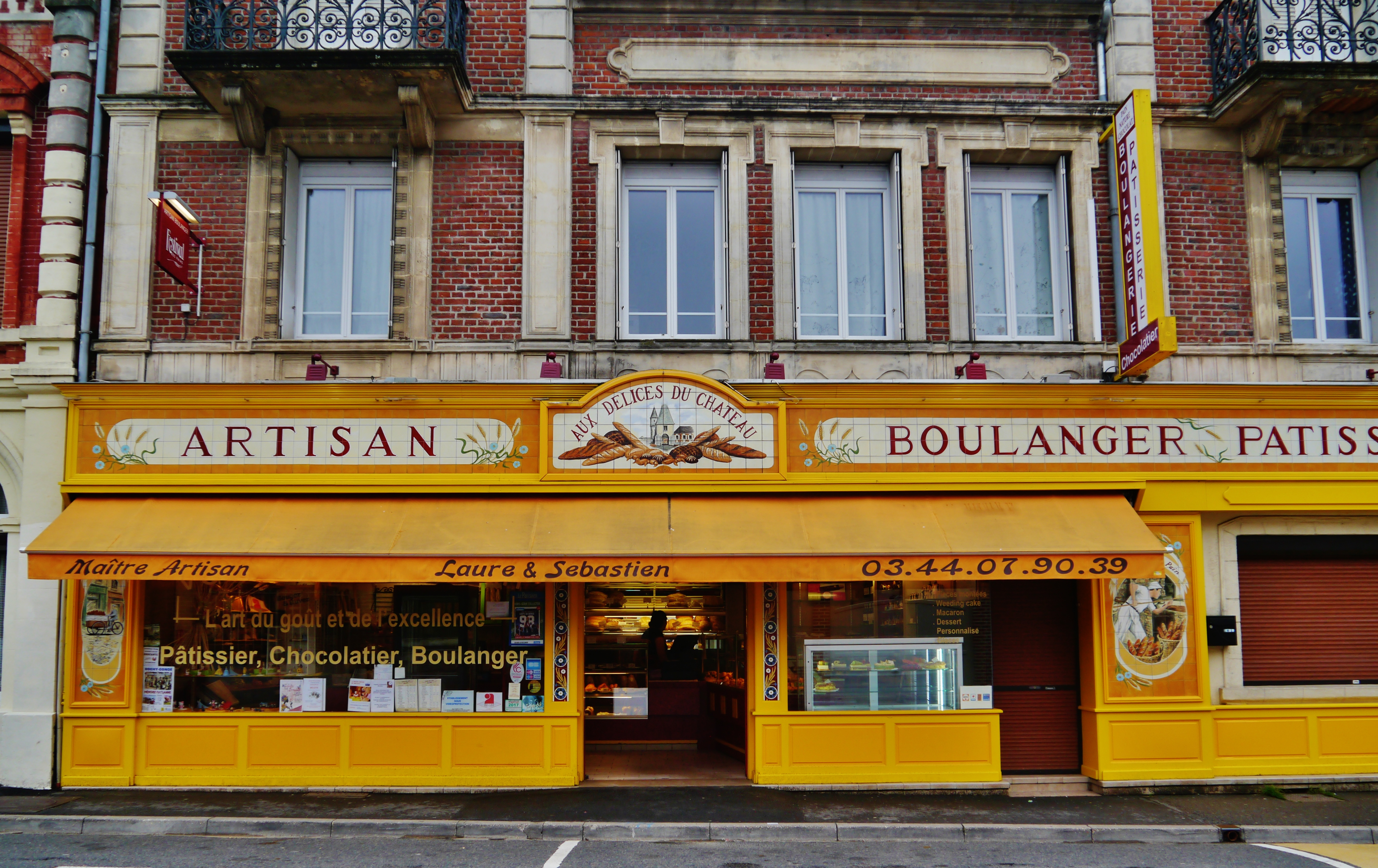
Boulangerie, en 2018.

Une zone d'activité a été aménagée sur le site de l'ancienne sucrerie, fermée en 1977. Le transporteur suisse Kuehne+Nagel a abandonné en 2015 un vaste entrepôt logistique de 35 000 m2, également le long de la RN 31 et ou travaillaient 65 salariés. Le site est repris en 2020 par Noz, une entreprise de déstockage qui y stockera ses marchandises et en assurera la distribution dans ses magasins.
Un marché forain a lieu dans la commune le jeudi matin. La création d'une halle de métal et verre, place du Linciau, pour abriter le marché est intervenue à l'automne 2017, et accueille, une fois par mois, le marché des saveurs,.

## Culture locale et patrimoine

### Lieux et monuments

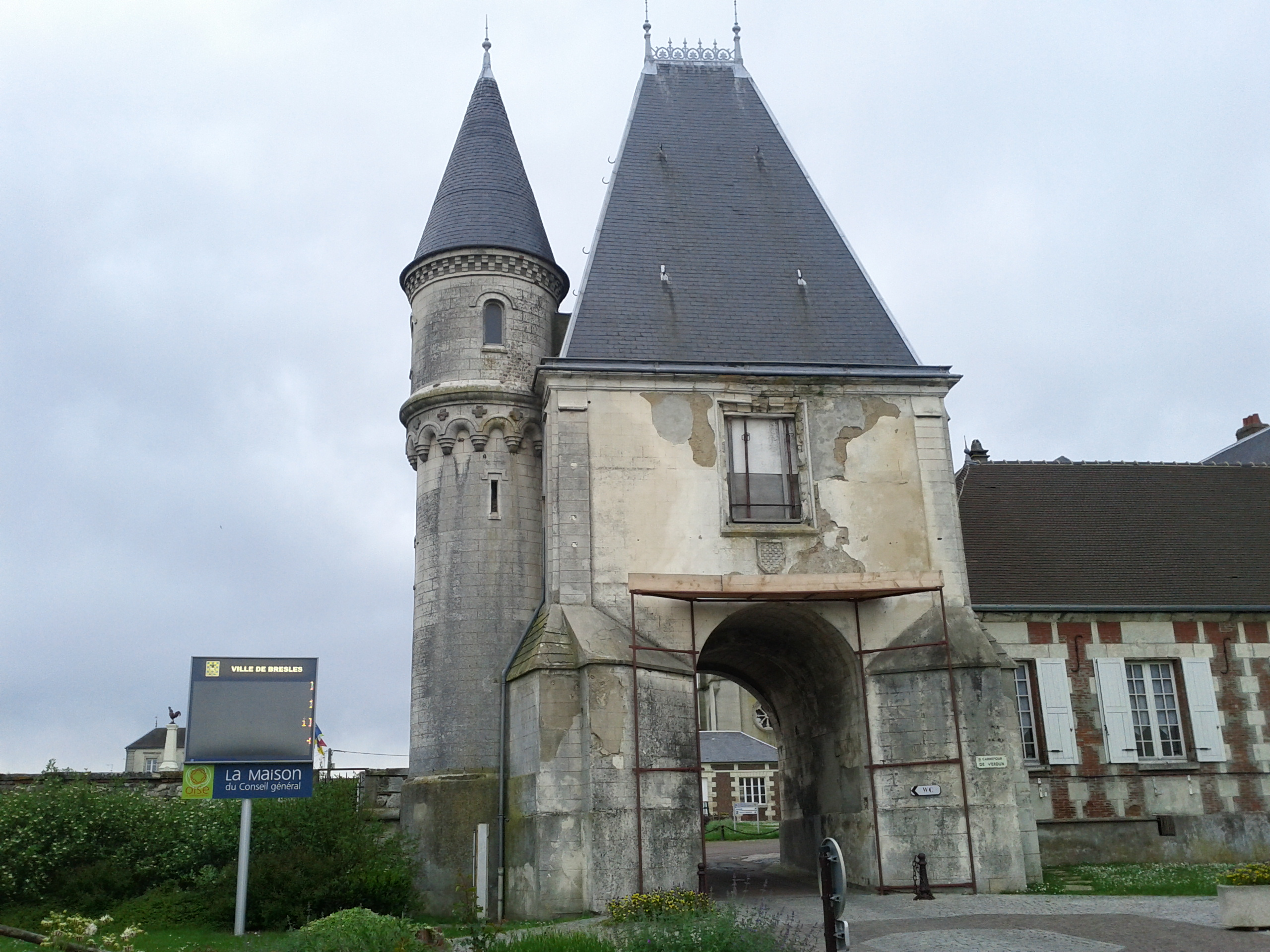
La porte du château.

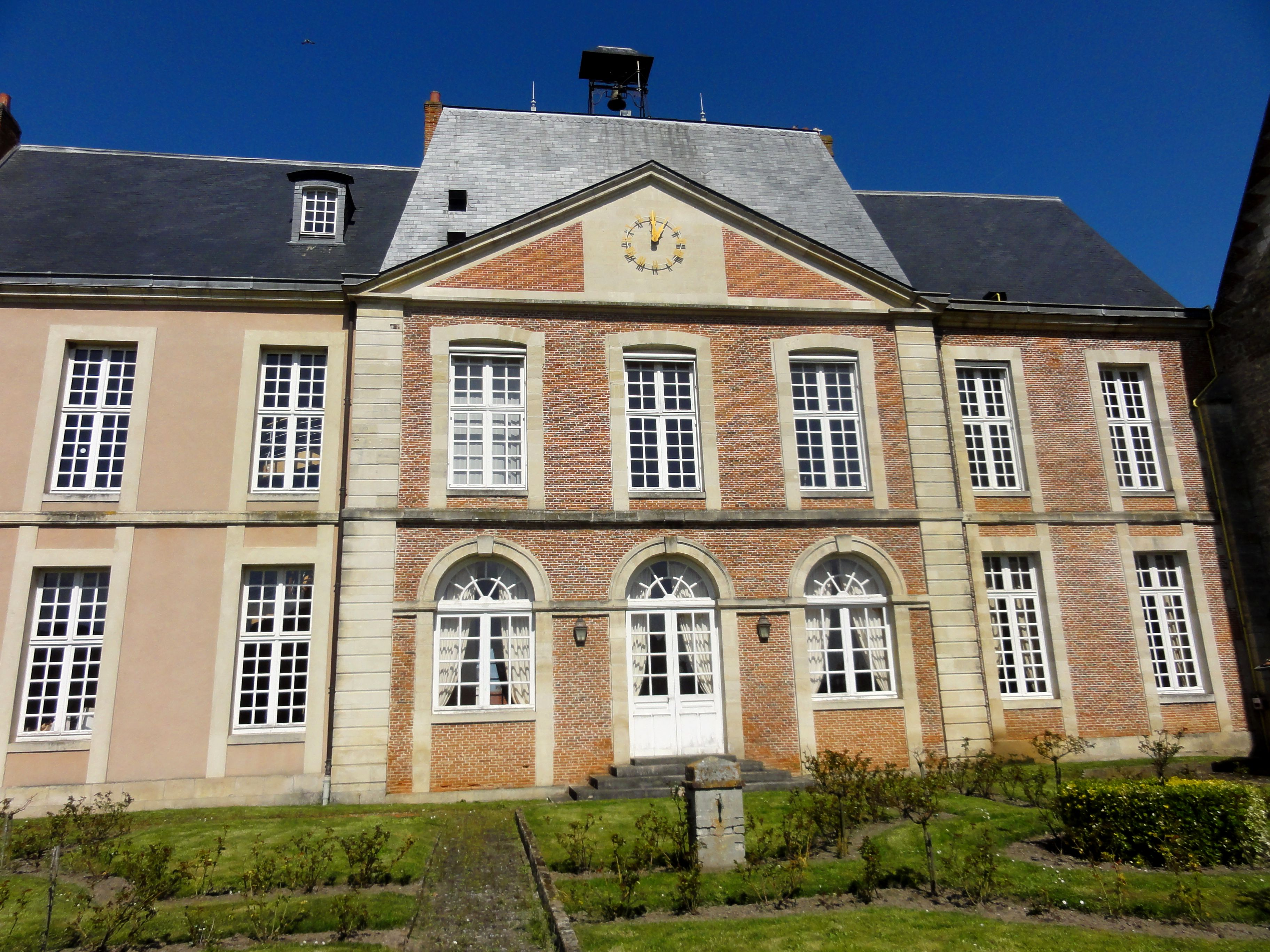
Château de Bresles.

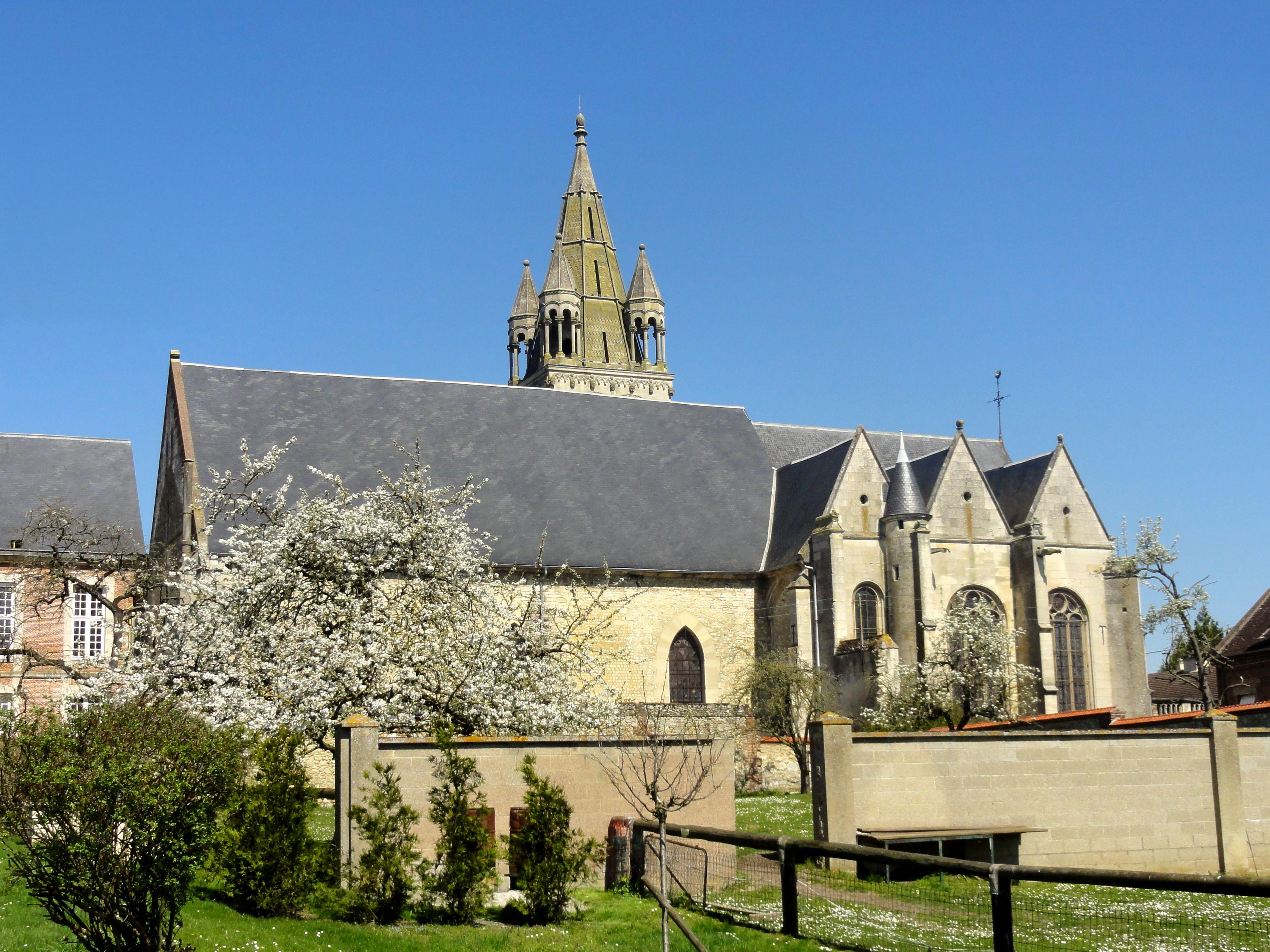
Église Saint-Gervais-et-Saint-Prothais.

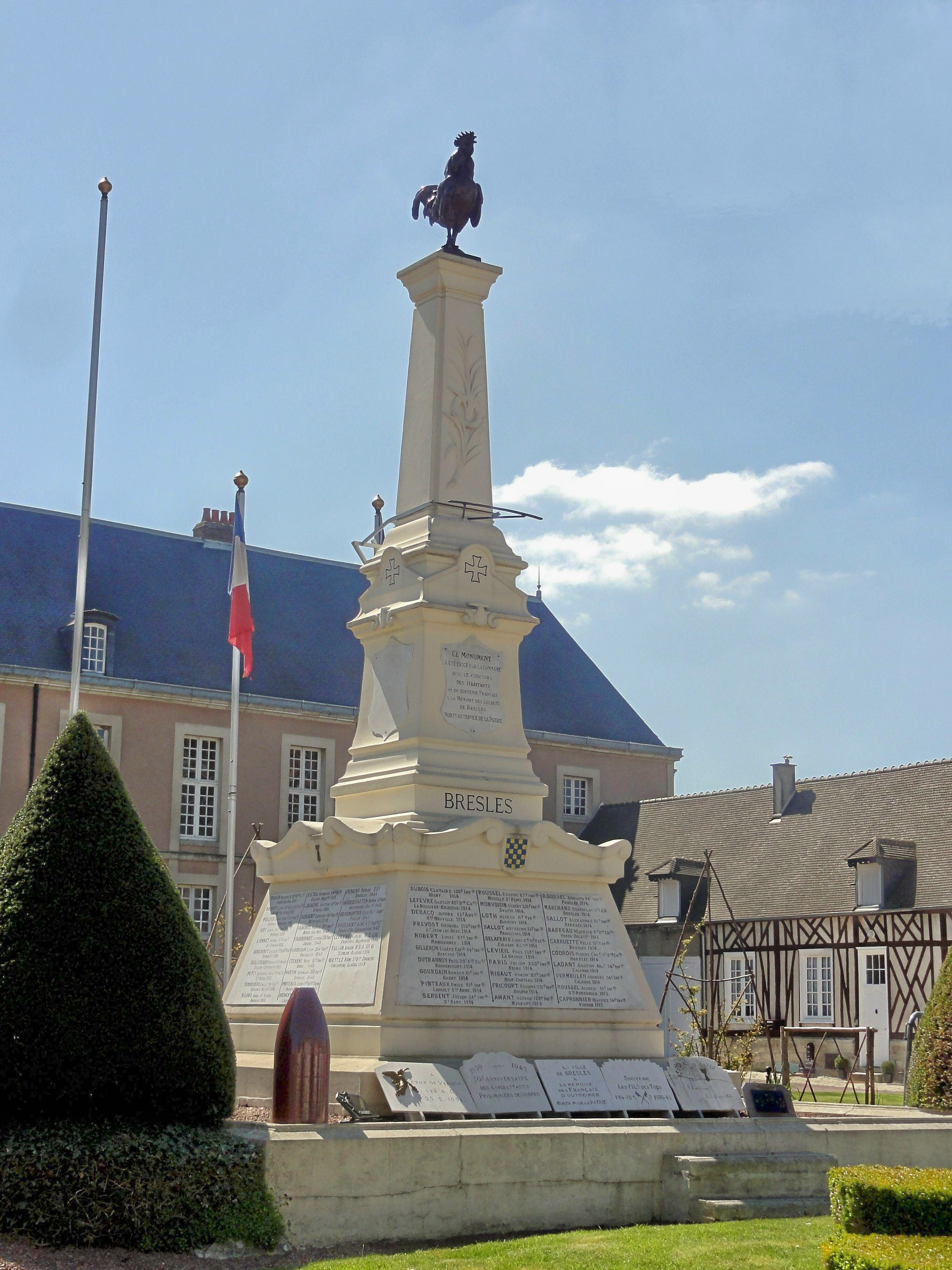
Le monument aux morts.

Bresles compte deux monuments historiques sur son territoire. Il s'agit de :
- Château de Bresles[62] (inscrit monument historique par arrêté du 25 juin 1986[63]) : le premier château fort datant de 1212 a été détruit. Le château actuel date du début du XVIIIe siècle et fut la résidence d'été des évêques de Beauvais. Il abrite désormais l'hôtel de ville[64].

La chapelle dédiée à saint Pierre et saint Paul a été fondée en 1312 par Simon de Clermont-Nesles, évêque de Beauvais.
Il faut remarquer la tour-porche de l'hôtel de ville, qui fut celle du palais épiscopal, restaurée en 2016, dont la base la base défensive date du XVle siècle, l'étage avait une fonction de plaisance et date du XVIIe siècle et servit  de salle de classe au XXe siècle et la toiture en pavillon est d'inspiration médiévale et date du XlXe siècle.
- Église Saint-Gervais-et-Saint-Prothais (classée monument historique par arrêté du 13 octobre 1988[65]) : sa nef du XIe siècle compte parmi les plus anciennes du Beauvaisis, et est bâtie avec de petits moellons cubiques récupérés d'édifices gallo-romains détruits. Sur le pignon de la façade, se profile un crucifix en bas-relief. Toutes les baies et portes d'origine ont été bouchées, et des fenêtres néo-gothiques ont été percées vers 1840. L'intérieur se caractérise aujourd'hui par un décor néo-gothique vétuste.

Les parties orientales du milieu du XVIe siècle contrastent avantageusement avec cette nef. Elles sont d'un style gothique flamboyant tardif, qui intègre déjà des motifs de la Renaissance sur les culs-de-lampe et les clés de voûte. Mais le bel effet de l'ensemble vient surtout des arcs-doubleaux soigneusement moulurés et des voûtes d'ogives complexes à liernes et tiercerons. Particulièrement remarquable est le plan, qui comporte un vaisseau central de trois travées droites terminé par une abside à pans coupés, et deux collatéraux. Doubles de part et d'autre de la première travée, ils deviennent ensuite simples par la dilatation du vaisseau central.
Ce plan est en partie imputable au positionnement de l'ancien clocher roman au-dessus de la première travée du vaisseau central. Son effondrement sur la nef, le jour de Pâques de l'année 1581, fait trente-sept morts, dont le curé. Le clocher est reconstruit au même emplacement, mais remplacé en 1853 par un clocher-porche néo-roman au nord.
L'église Saint-Gervais-et-Saint-Prothais est également intéressante pour son mobilier très complet.
On peut également signaler : 
- Le monument aux morts, datant de 1870 et déplacé en 2019 dans la cour de l'ancienne résidence d'été des évêques de l'Oise[67].

### Personnalités liées à la commune
- Jacques Doriot, né à Bresles en 1898 et mort à Mengen, dans le Wurtemberg (Allemagne), le 23 février 1945, homme politique et journaliste français, communiste puis fasciste. Il est pendant la Seconde Guerre mondiale l'une des figures de proue du collaborationnisme.
- Nathalie Odent (1960-1986), journaliste morte à vingt-cinq ans dans l'exercice de son métier, est inhumée à Bresles.
- Nicolas-Prosper Levasseur (1791-1871), artiste d'opéra né à Bresles.

### Héraldique
| Blason de Bresles | Blason  | Échiqueté d'or et d'azur.                        |
| Blason de Bresles | Détails | Le statut officiel du blason reste à déterminer. |